# Jota Tauri
Jota Tauri (ι Tauri, förkortat Jota Tau, ι Tau) som är stjärnans Bayerbeteckning, är en dubbelstjärna  belägen i den mellersta delen av stjärnbilden Oxen och en perifer medlem av stjärnhopen Hyaderna. Den har en kombinerad skenbar magnitud på 4,62 och är synlig för blotta ögat. Baserat på parallaxmätning inom Hipparcosuppdraget på ca 18,9 mas, beräknas den befinna sig på ett avstånd av ca 173 ljusår (53 parsek) från solen. 

## Egenskaper
Jota Tauri är en blå stjärna i huvudserien  av spektralklass A7 V. Den har en massa som är 2,2 gånger solens massa och en uppskattad radie som är 2,6 gånger större än solens. Den utsänder från dess fotosfär ca 36 gånger mera energi än solen vid en effektiv temperatur på ca 8 050 K.
Jota Tauri har rapporterats som en dubbelstjärna med två komponenter med en separation på 0,1 bågsekunder, både av typ A7 V och magnitud 5,4.